# Laives (Saône-et-Loire)
Pour les articles homonymes, voir Laives.
Laives est une commune française située dans le département de Saône-et-Loire, en région Bourgogne-Franche-Comté.
La commune est connue pour ses trois lacs, aménagés pour la pêche, la baignade et le camping.

## Géographie
Le village de Laives est situé en Saône-et-Loire (Bourgogne-Franche-Comté), juste à l'ouest de Sennecey-le-Grand et au sud de Chalon-sur-Saône.

### Accès et transports
Le village est traversé par la RD 18 qui va de Sennecey-le-Grand à Buxy, ainsi que par la RD 67 qui part de Laives, allant en direction de Nanton, et enfin par la RD 181 qui part également de Laives, en direction de Lalheue.
L'autoroute A6 traverse l'est de la commune ; la sortie la plus proche se situe à Tournus.

### Relief et géologie
Laives se situe au pied de la colline Saint-Martin, à l'extrémité nord des monts du Mâconnais, qui s'ennoient dans le nord de la commune sous les sédiments plio-quaternaires du fossé bressan. Les sols ont pour origine l'ère du quaternaire ancien.
L'altitude de la commune varie de 177 m, dans la vallée de la Grosne à 331 m, au lieu-dit de la Faille, à la limite avec Sennecey-le-Grand.

### Hydrographie
Sur le territoire de la commune il y a trois lacs, surnommés les Lacs de Laives, résultat des travaux de construction de l'autoroute A6 vers 1970. Ils sont aménagés pour la pêche, la baignade, le camping. Ils sont situés à proximité de la Grosne, rivière qui délimite par ailleurs le nord-ouest de la commune.
La commune est également traversée par le Grison, qui conflue ici avec la Grosne, ainsi que par d'autres ruisseaux : la Noue, le Bief de Rompreau et la Raie de la Goutte.
Dans le village, il y a de nombreuses sources, dont celles qui sortent le long de la rue des Fontaines.

### Climat
Pour des articles plus généraux, voir Climat de la Bourgogne-Franche-Comté et Climat de Saône-et-Loire.
En 2010, le climat de la commune est de type climat océanique dégradé des plaines du Centre et du Nord, selon une étude du Centre national de la recherche scientifique s'appuyant sur une série de données couvrant la période 1971-2000. En 2020, Météo-France publie une typologie des climats de la France métropolitaine dans laquelle la commune est dans une zone de transition entre le climat océanique altéré et le climat océanique altéré et est dans la région climatique Bourgogne, vallée de la Saône, caractérisée par un bon ensoleillement (1 900 h/an), un été chaud (18,5 °C), un air sec au printemps et en été et des vents faibles.
Pour la période 1971-2000, la température annuelle moyenne est de 11,4 °C, avec une amplitude thermique annuelle de 17,9 °C. Le cumul annuel moyen de précipitations est de 861 mm, avec 11,3 jours de précipitations en janvier et 7,2 jours en juillet. Pour la période 1991-2020, la température moyenne annuelle observée sur la station météorologique de Météo-France la plus proche, « Saint-Marcel », sur la commune de Saint-Marcel à 15 km à vol d'oiseau, est de 12,3 °C et le cumul annuel moyen de précipitations est de 818,4 mm. 
La température maximale relevée sur cette station est de 41,8 °C, atteinte le 12 août 2003 ; la température minimale est de −20 °C, atteinte le 16 janvier 1985,,.
Les paramètres climatiques de la commune ont été estimés pour le milieu du siècle (2041-2070) selon différents scénarios d'émission de gaz à effet de serre à partir des nouvelles projections climatiques de référence DRIAS-2020. Ils sont consultables sur un site dédié publié par Météo-France en novembre 2022.

## Urbanisme

### Typologie
Au 1er janvier 2024, Laives est catégorisée bourg rural, selon la nouvelle grille communale de densité à sept niveaux définie par l'Insee en 2022.
Elle est située hors unité urbaine. Par ailleurs la commune fait partie de l'aire d'attraction de Chalon-sur-Saône, dont elle est une commune de la couronne,. Cette aire, qui regroupe 109 communes, est catégorisée dans les aires de 50 000 à moins de 200 000 habitants,.

### Occupation des sols
L'occupation des sols de la commune, telle qu'elle ressort de la base de données européenne d’occupation biophysique des sols Corine Land Cover (CLC), est marquée par l'importance des territoires agricoles (72,3 % en 2018), en diminution par rapport à 1990 (76,2 %). La répartition détaillée en 2018 est la suivante : zones agricoles hétérogènes (25,3 %), terres arables (24,5 %), prairies (22,4 %), forêts (9,2 %), zones urbanisées (8,7 %), milieux à végétation arbustive et/ou herbacée (5,3 %), eaux continentales (4,6 %). L'évolution de l’occupation des sols de la commune et de ses infrastructures peut être observée sur les différentes représentations cartographiques du territoire : la carte de Cassini (XVIIIe siècle), la carte d'état-major (1820-1866) et les cartes ou photos aériennes de l'IGN pour la période actuelle (1950 à aujourd'hui).

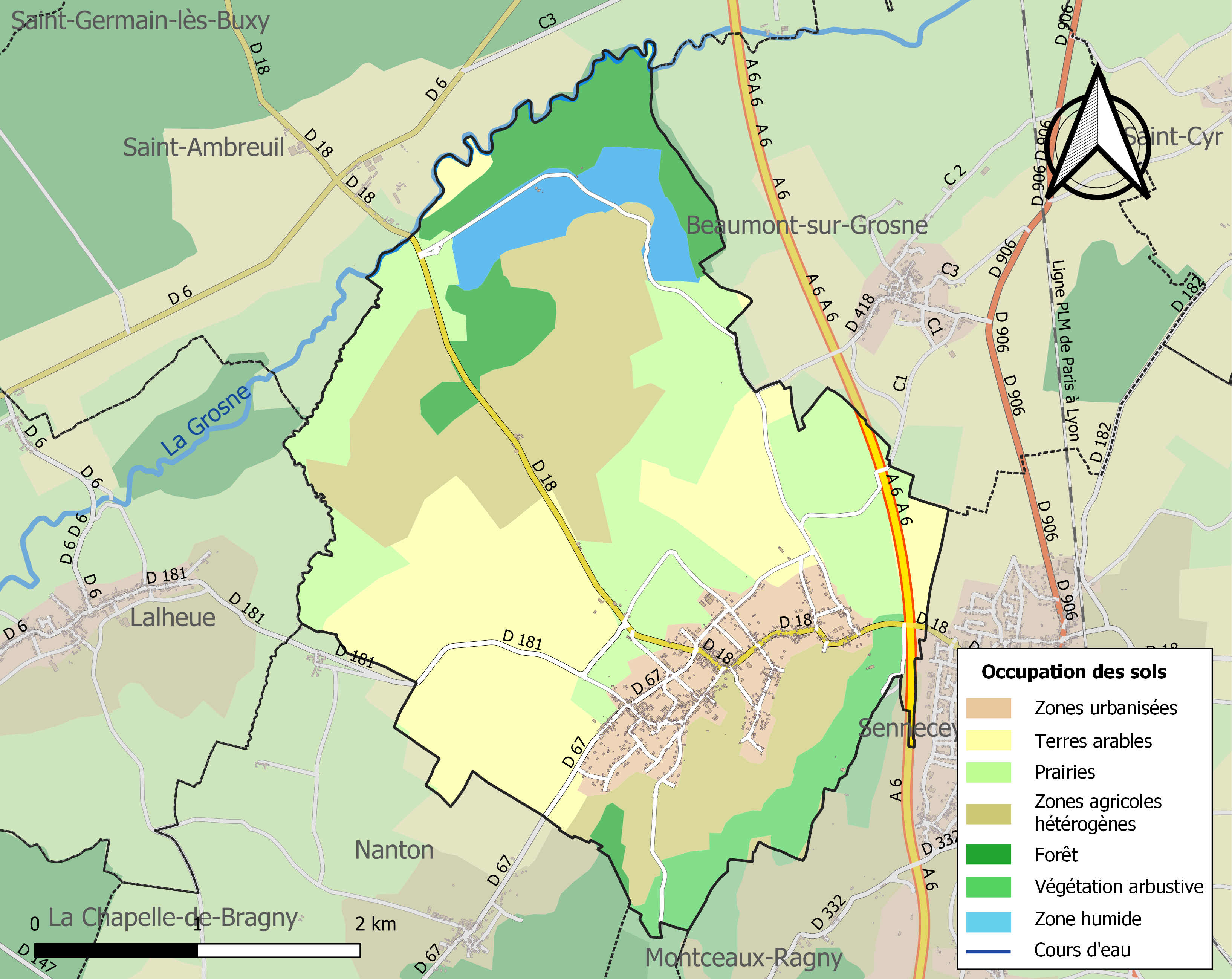
Carte des infrastructures et de l'occupation des sols de la commune en 2018 (CLC).

## Histoire
Le village est un haut lieu de l'art roman avec son église Saint-Martin de Laives, érigée au XIe siècle et XIIe siècle. Il y avait dans le passé de nombreux tailleurs de pierres, ainsi vers 1850, une cinquantaine de famille vivaient de cette activité.Création en 1970 des trois lacs.
1793 : Saint-Martin-de-Laives, dans le contexte révolutionnaire, change de nom et devient Laives. Un nom que la commune porte encore de nos jours, à l'instar de quatre autres communes du département de Saône-et-Loire qui, comme Laives, ont conservé leur nom révolutionnaire.
C'est dans une maison de Laives que, en 1899, fut découvert, exhumée d'un dallage ancien et servant à caler un escalier dans une dépendance de l'ancienne abbaye de La Ferté-sur-Grosne, le célèbre bois Protat, premier bois gravé (vers 1380) du monde occidental (conservé depuis 2001 au département des estampes et de la photographie de la Bibliothèque nationale de France). Ce bois consiste en un fragment d'une plaque xylographe en noyer.

## Politique et administration

### Tendances politiques et résultats

#### Élections présidentielles
Le village de Laives place en tête, à l'issue du premier tour de l'élection présidentielle française de 2017, Emmanuel Macron avec 27,41 % des suffrages. Ainsi que lors du second tour, avec 59,14 %.

#### Élections législatives
Le village de Laives fait partie de la quatrième circonscription de Saône-et-Loire et place lors du 1er tour des élections législatives françaises de 2017 Catherine Gabrelle (LAREM) avec 24,11 % des suffrages. Mais lors du second tour, il s'agit de Cécile Untermaier (PS) qui arrive en tête avec 54,50 % des suffrages.
Lors du 1er tour des élections législatives françaises de 2022, Cécile Untermaier (PS), députée sortante, arrive en tête avec 35,83 % des suffrages comme lors du second tour, avec cette fois-ci, 61,34 % des suffrages.

#### Élections départementales
Le village de Laives fait partie du canton de Tournus. Les électeurs de la ville placent le binôme de Jean-Claude Becousse (DVD) et Colette Beltjens (DVD), en tête, dès le 1er tour des élections départementales de 2021 en Saône-et-Loire avec 74,09 % des suffrages.
Lors du second tour de ces mêmes élections, les habitants décideront de placer de nouveau le binôme Becousse-Beltjens en tête, avec cette fois-ci, près de 76,55 % des suffrages. Devant l'autre binôme menée par Delphine Dugué (DVG) et Mickaël Maniez (DVG) qui obtient 23,45 %. Il est important de souligner une abstention record lors de ces élections qui n'ont pas épargné le village de Laives avec lors du premier tour 60,46 % d'abstention et au second, 54,94 %.

### Liste des maires de Laives
| Période                                  | Période  | Identité             | Étiquette | Qualité                                                         |
| ---------------------------------------- | -------- | -------------------- | --------- | --------------------------------------------------------------- |
| mars 2001                                | en cours | Jean-Claude Becousse | UMP-LR    | Président de la communauté de communes Conseiller départemental |
| Les données manquantes sont à compléter. |          |                      |           |                                                                 |

## Démographie
L'évolution du nombre d'habitants est connue à travers les recensements de la population effectués dans la commune depuis 1793. Pour les communes de moins de 10 000 habitants, une enquête de recensement portant sur toute la population est réalisée tous les cinq ans, les populations de référence des années intermédiaires étant quant à elles estimées par interpolation ou extrapolation. Pour la commune, le premier recensement exhaustif entrant dans le cadre du nouveau dispositif a été réalisé en 2004.

En 2022, la commune comptait 964 habitants, en évolution de −7,4 % par rapport à 2016 (Saône-et-Loire : −1,06 %, France hors Mayotte : +2,11 %).
| 1793  | 1800  | 1806  | 1821  | 1831  | 1836  | 1841  | 1846  | 1851  |
| ----- | ----- | ----- | ----- | ----- | ----- | ----- | ----- | ----- |
| 1 099 | 1 105 | 1 200 | 1 284 | 1 318 | 1 388 | 1 354 | 1 346 | 1 351 |

| 1856  | 1861  | 1866  | 1872  | 1876  | 1881  | 1886  | 1891  | 1896  |
| ----- | ----- | ----- | ----- | ----- | ----- | ----- | ----- | ----- |
| 1 321 | 1 294 | 1 259 | 1 258 | 1 200 | 1 122 | 1 084 | 1 055 | 1 018 |

| 1901 | 1906 | 1911 | 1921 | 1926 | 1931 | 1936 | 1946 | 1954 |
| ---- | ---- | ---- | ---- | ---- | ---- | ---- | ---- | ---- |
| 985  | 971  | 882  | 764  | 757  | 721  | 663  | 686  | 649  |

| 1962 | 1968 | 1975 | 1982 | 1990 | 1999 | 2004 | 2006 | 2009 |
| ---- | ---- | ---- | ---- | ---- | ---- | ---- | ---- | ---- |
| 645  | 697  | 644  | 684  | 771  | 901  | 950  | 997  | 997  |

| 2014  | 2019 | 2022 | - | - | - | - | - | - |
| ----- | ---- | ---- | - | - | - | - | - | - |
| 1 021 | 991  | 964  | - | - | - | - | - | - |

## Vie locale

### Enseignement
Cette commune possède un groupe scolaire inscrit dans un RPI avec les communes de Beaumont-sur-Grosne et Saint-Ambreuil. Toutes les classes de maternelle (PS, MS, GS) sont accueillies à Laives. Les autres classes se répartissent sur les trois communes. Une garderie attenante à l'école a été ouverte en 2011. La cantine est sise en la salle du conseil de la mairie.

### Santé
Il y a un médecin généraliste dans ce village et un cabinet d'infirmiers. Le centre hospitalier le plus proche se situe à Chalon-sur-Saône.

### Sports
La randonnée et le VTT sont pratiqués dans de nombreux sentiers classés en balades vertes.

### Associations
Il y a une douzaine d'associations dans la commune.

#### Manifestations
Deux grandes brocantes au mois de mai et septembre, les Journées européennes du patrimoine au mois de septembre...

### Écologie et recyclage

Les vignobles du Mâconnais.

## Économie
Il y a cinq exploitations agricoles dans cette commune rurale, quelques artisans (menuisier, maçons), un cabinet d'architecte ainsi qu'un potier. Ce sont les lacs qui amènent le plus d'activité touristique dans la commune avec une base nautique (baignade et loisirs) et un camping qui compte environ 40 000 estivants par an. Une dizaine de gîtes ruraux et de chambres d'hôtes permettent d'accueils de vacanciers. Le village dispose aussi d'un dépôt de pain. Davantage de commerces se trouvent à Sennecey-le-Grand (commune voisine). La richesse du patrimoine attire aussi beaucoup de touristes.

## Lieux et monuments

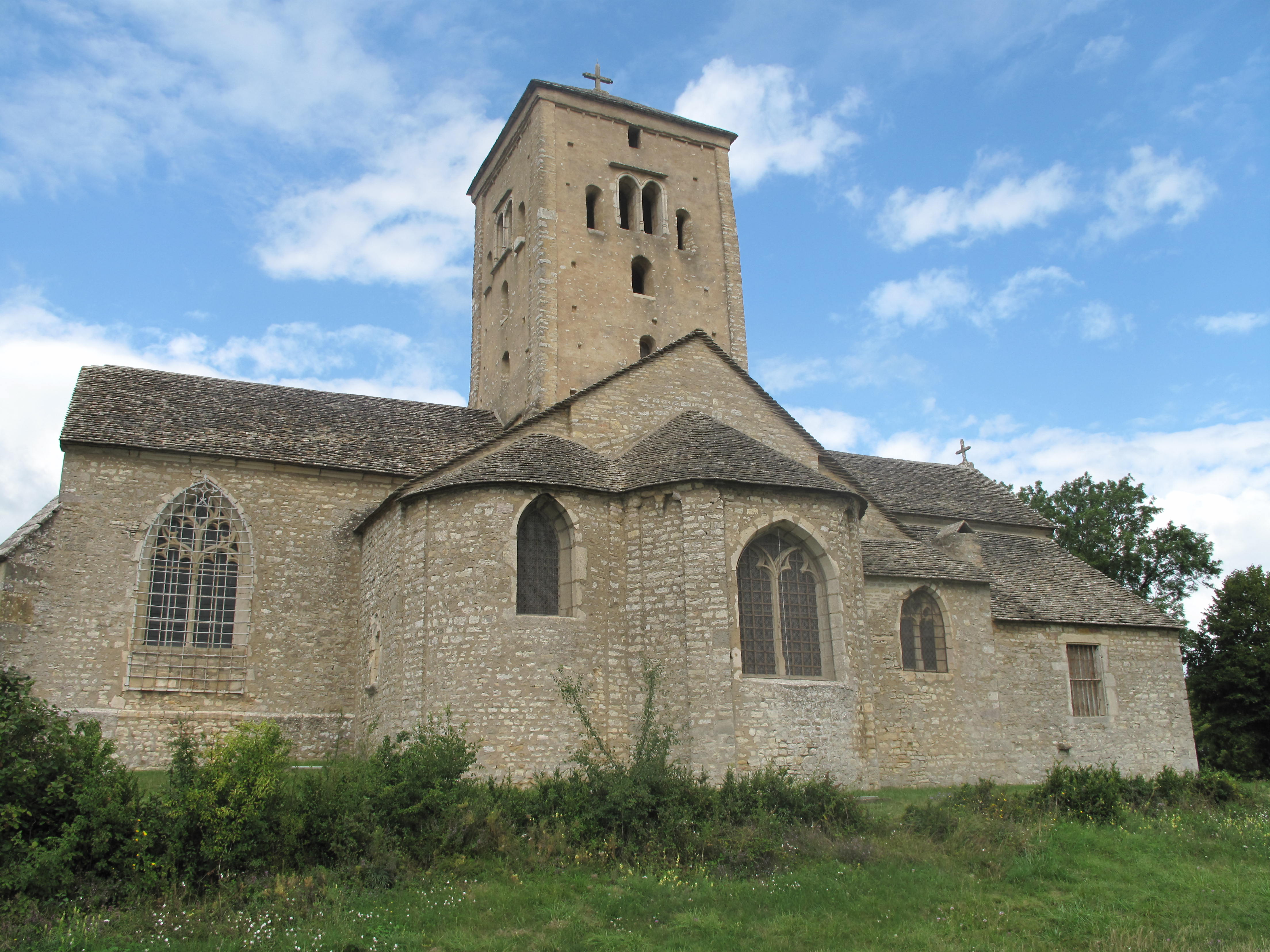
Église Saint-Martin de Laives.

### Monuments historiques
Il y a cinq bâtiments qui sont classés Monuments historiques :
- le château de Sermaizey ;
- l'église Saint-Martin de Laives, joyau de l'art roman bourguignon classé au titre des Monuments historiques en 1905, édifice réhabilité depuis 1976, année de la création de l'Association des Amis de Saint-Martin de Laives[28].
- l'église Saint-Thibault, néoclassique, dans le bourg ;
- la chapelle de Lenoux ;
- le porche des Antonins.

### Autres monuments

#### Lavoirs

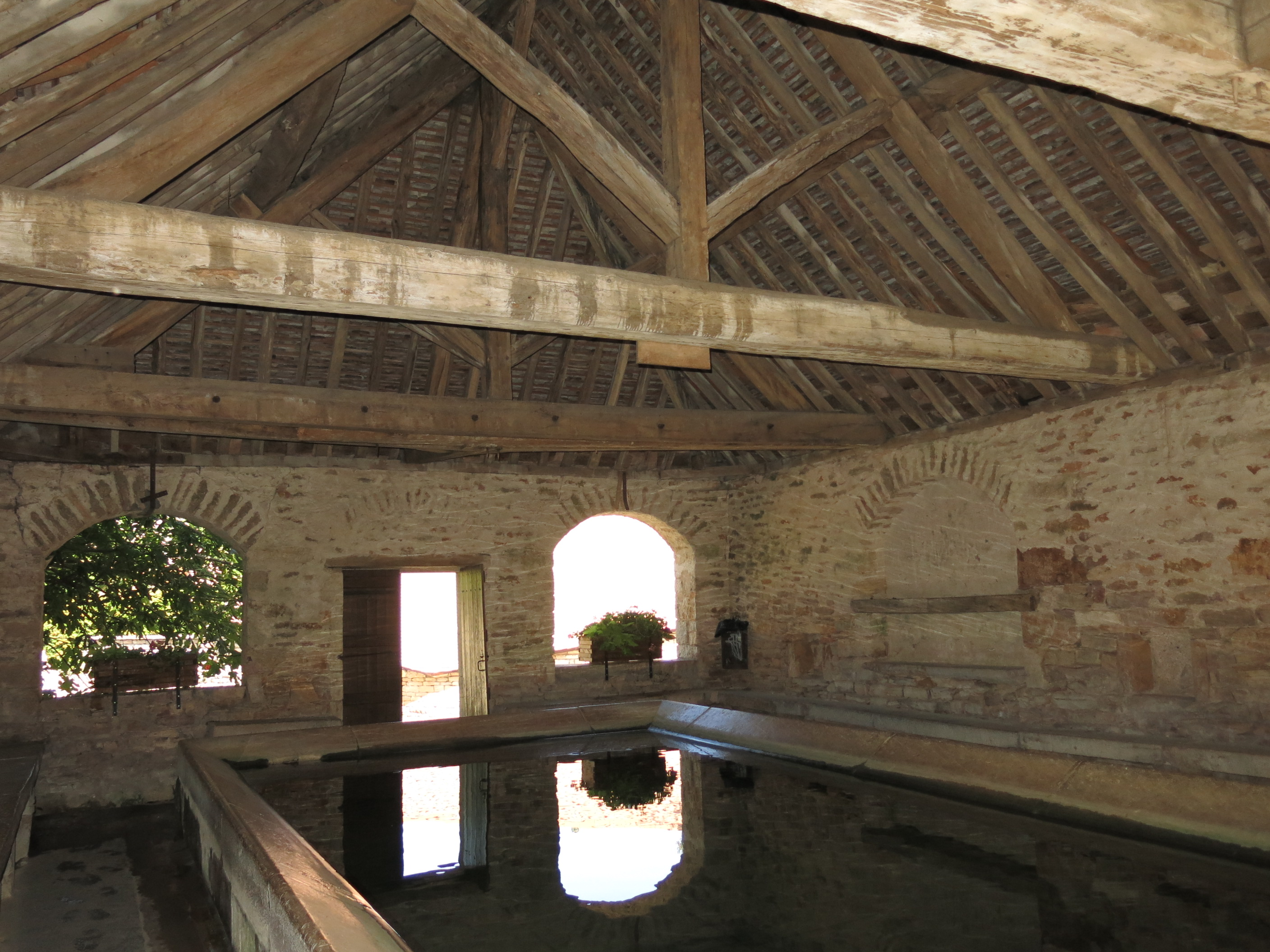
Lavoir des Variaux.

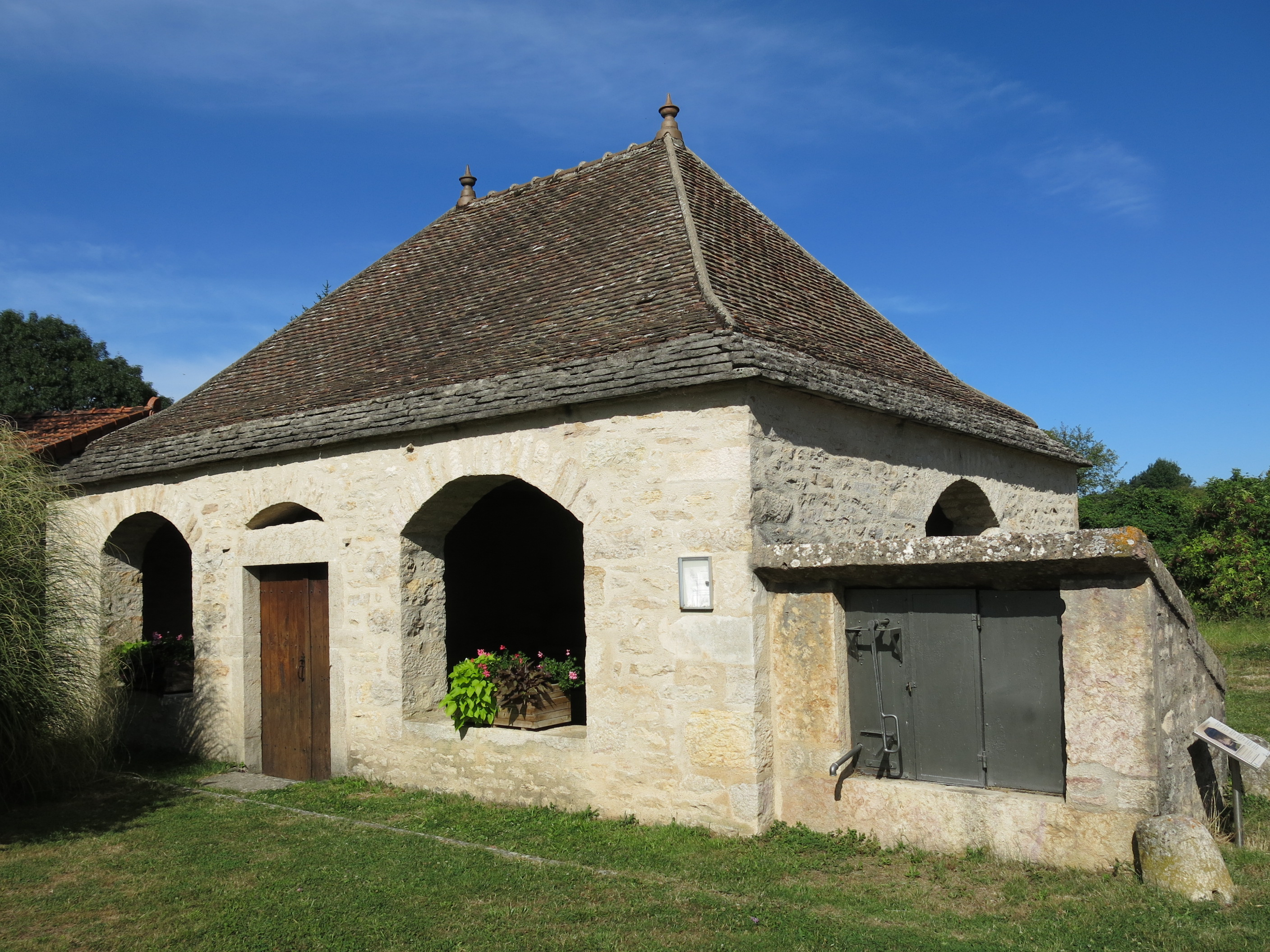
Lavoir de Sermaisey.

La colline Saint-Martin héberge plusieurs sources et de ce fait, on trouve plusieurs lavoirs à Laives.
Le lavoir des Variaux est le plus grand. Il a été construit en 1827. Il est alimenté par la source Saint-Bonnet et ses eaux se déversent dans le ruisseau le Rompereau. Leur température est stable à 15-16 °C. Il se compose d'un grand bassin de pierre taillée protégé par une charpente avec de belles poutres en bois et un toit en tuiles et lauzes. Le bassin est entouré par des bancs également en pierre. Avant la restauration de 1988, on pouvait lire sur une poutre de la charpente : le temple des bavardes.
Le lavoir de Sermaisey, un peu plus petit a été édifié la même année. Il est alimenté par la source Lapcher ou d'Apcher. Il présente une architecture comparable de dimensions un peu réduites.
- Fontaines.
- La mairie située dans un ancien relais de poste du XVIIIe siècle.

### Monument mémoriel du 4 septembre 1944

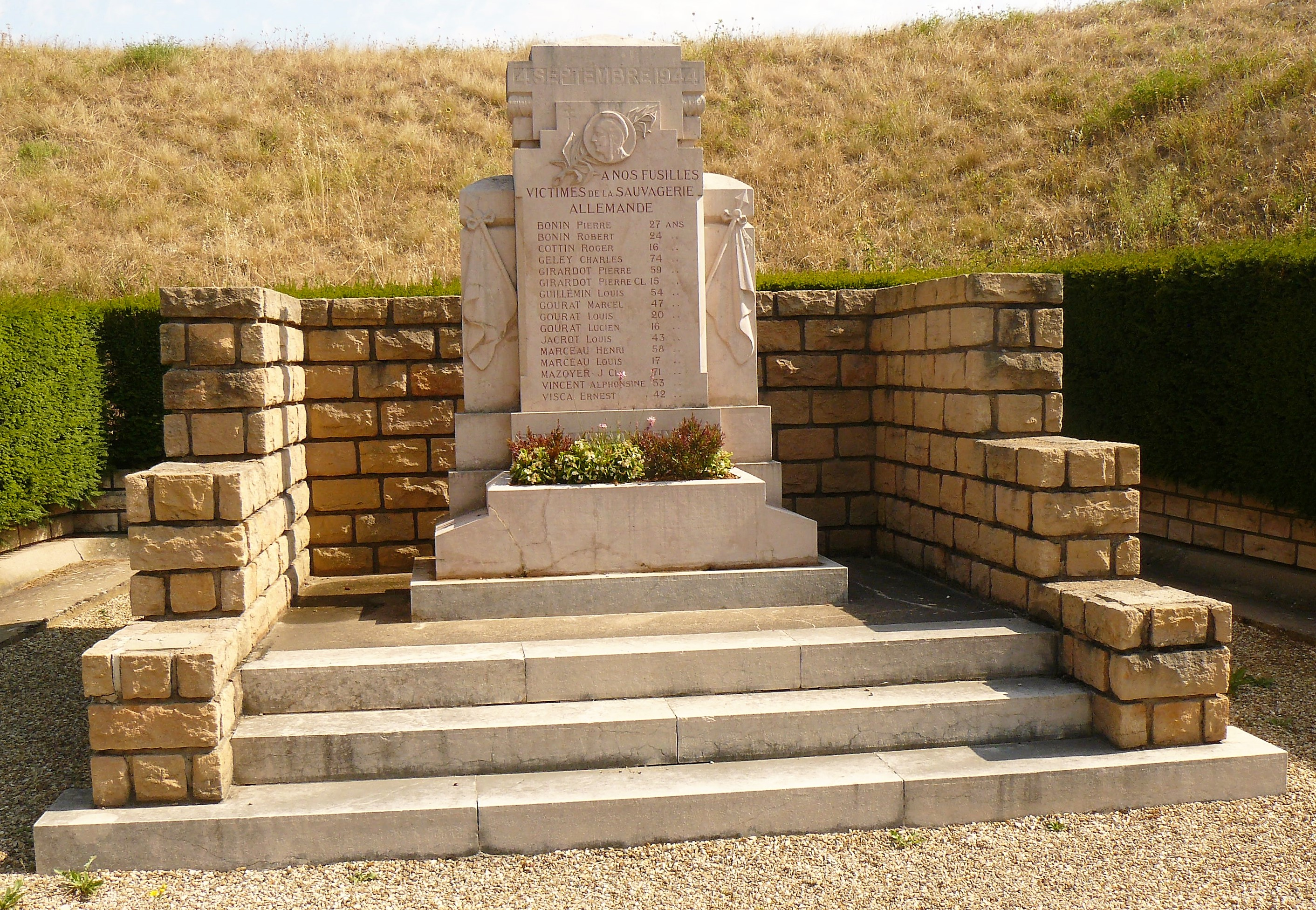
Monument en mémoire des fusillés du 4 septembre 1944.

Lors de combats pour la Libération de la France, le 4 septembre 1944, les soldats allemands en retraite, subissent, à Sennecey-le-Grand, un accrochage militaire mené par les forces armées françaises. En représailles, ils raflent seize habitants de Laives et les fusillent  . Un monument, érigé le long de la route menant de Laives à Sennecey-le-Grand, commémore ces seize victimes civiles, sur le lieu même du massacre . Le monument, inauguré le 4 septembre 1945, est depuis lors, chaque année, un des lieux des cérémonies organisées pour la commémoration de la libération de Sennecey-le-Grand.

## Culte
Laives appartient à la paroisse Saint-Martin-entre-Grosne-et-Saône, qui relève du diocèse d'Autun et a son siège à Sennecey-le-Grand.

## Pour approfondir